# Флойд (округ, Джорджія)
Шаблон:StateAbbr_ 34°16′ пн. ш. 85°13′ зх. д. / 34.26° пн. ш. 85.22° зх. д.
Округ  Флойд (англ. Floyd County) — округ (графство) у штаті  Джорджія, США. Ідентифікатор округу 13115.

## Історія
Округ утворений 1832 року.

## Демографія
За даними перепису 
2000 року 
загальне населення округу становило 90565 осіб, зокрема міського населення було 58287, а сільського — 32278.
Серед мешканців округу чоловіків було 43823, а жінок — 46742. В окрузі було 34028 домогосподарств, 24214 родин, які мешкали в 36615 будинках.
Середній розмір родини становив 3,02.
Віковий розподіл населення поданий у таблиці:
| Стать    | До 15 років | 15-21 | 22-29 | 30-39 | 40-49 | 50-65 | 65-85 | Понад 85 |
| -------- | ----------- | ----- | ----- | ----- | ----- | ----- | ----- | -------- |
| Чоловіки | 9544        | 4881  | 4986  | 6529  | 6366  | 6674  | 4524  | 319      |
| Жінки    | 9114        | 4953  | 4648  | 6430  | 6545  | 7280  | 6634  | 1138     |

## Суміжні округи
- Вокер — північ
- Гордон — північний схід
- Бартоу — схід
- Полк — південь
- Черокі, Алабама — захід
- Чаттуга — північний захід

## Виноски
1. ↑  U.S. Decennial Census. United States Census Bureau. Архів оригіналу за 26 квітня 2015. Процитовано 22 червня 2014.
2. ↑  Historical Census Browser. University of Virginia Library. Архів оригіналу за 11 серпня 2012. Процитовано 22 червня 2014.
3. ↑  Population of Counties by Decennial Census: 1900 to 1990. United States Census Bureau. Процитовано 22 червня 2014.
4. ↑  Census 2000 PHC-T-4. Ranking Tables for Counties: 1990 and 2000 (PDF). United States Census Bureau. Процитовано 22 червня 2014.
5. ↑  State & County QuickFacts. United States Census Bureau. Архів оригіналу за 3 липня 2011. Процитовано 22 червня 2014. [Архівовано 2011-07-03 у Wayback Machine.](англ.) Наведено за англійською вікіпедією.
6. ↑  American FactFinder. Бюро перепису населення США. Архів оригіналу за 26 лютого 2012. Процитовано 31 січня 2008. [Архівовано 2008-05-21 у Wayback Machine.]

| США | Це незавершена стаття з географії США. Ви можете допомогти проєкту, виправивши або дописавши її. |